# Anthony Ireland
Anthony Ireland (4 de fevereiro de 1902 — 4 de dezembro de 1957) é um ator britânico.

## Filmografia selecionada
- Big Business (1930)
- Spanish Eyes (1930)
- The Water Gipsies (1932)
- Called Back (1933)
- Three Maxims (1936)
- Jump for Glory (1937)
- Twin Faces (1937)
- Just like a Woman (1939)
- Mrs. Pym of Scotland Yard (1940)
- The Prime Minister (1941)
- The Gambler and the Lady (1952)
- Spaceways (1953)
- Night of the Silvery Moon (1954)
- I Accuse! (1958)